# Sinclairmethode
De sinclairmethode is een medische methode ter bestrijding van alcoholisme op basis van het gebruik van het geneesmiddel naltrexon.
De sinclairmethode schrijft voor dat naltrexon dient te worden verstrekt aan patiënten die nog alcohol gebruiken, want alleen de combinatie van beide zou een zinvolle therapeutische waarde hebben.

## Achtergrond
De gebruikelijke behandelingen van alcoholisme zijn gebaseerd op ontgifting van de patiënt en vervolgens onthouding van alcohol. Het uitgangspunt daarbij is dat een alcoholverslaafde bij inname van alcohol niet kan ophouden met drinken, omdat het wilsmechanisme van deze mensen niet meer functioneert. Hoewel dit uitgangspunt zonder twijfel juist is, leidt dit niet noodzakelijk tot de conclusie dat totale onthouding de enige methode ter bestrijding van alcoholisme is. Toch is de zienswijze dat de patiënt dient te leren leven zonder alcohol in zowel medische kringen als maatschappelijk veruit het meest verbreid.

## Ontwikkeling
De arts David Sinclair heeft in de afgelopen decennia een methode ontwikkeld waarbij van dit uitgangspunt van totale onthouding afstand genomen wordt. De redenering hierachter is dat het juist de onthouding is die voor de patiënt in de letterlijke zin een kwelling is, waardoor juist de zucht naar alcohol nog groter wordt dan ze aanvankelijk al was. Dit zou ook het zeer groot aantal gevallen van recidive verklaren: een patiënt houdt de abstinentie een tijd vol, maar na verloop van tijd hervalt hij weer in het oude patroon. De kwelling van de hunkering naar alcohol wordt zo groot dat hij de onthouding niet kan volhouden en weer aan de drank gaat. Om dit te ondervangen ontwikkelde Sinclair een methode die gebaseerd is op het gebruik van de stof naltrexon en gecontroleerd drinken. Klinische studies tonen aan dat de Sinclair Methode bij 78% succesvol is .

## Naltrexon
Het middel naltrexon bezit de eigenschap om de hersenen eufore of genotvolle ervaringen door de inname van opiaten en ook alcohol te ontzeggen. De inname van dit middel op zich is echter niet voldoende: pas in combinatie met het gebruik van alcohol ontstaat een ontwenning die geleidelijk de hunkering naar alcohol vermindert. De gebruiker van naltrexon ervaart nauwelijks meer de genoegdoening die normaal gesproken met alcoholgebruik gepaard gaat. Na verloop van tijd verdwijnt geleidelijk de zucht naar drank. Wel moet de patiënt zijn hele leven naltrexon blijven innemen telkens wanneer hij alcohol gebruikt. Doet hij dat niet, dan begint opnieuw de klassieke conditionering die al snel weer tot alcoholisme zal leiden. Motivatie van de gebruiker is van groot belang.